# Saukko (sjö)
Saukko eller Saukkajärvi är en sjö i Finland. Den ligger i kommunen Rovaniemi i landskapet Lappland, i den norra delen av landet, 700 km norr om huvudstaden Helsingfors. Saukko ligger 179 meter över havet. Den är 8,72 meter djup. Arean är 1,09 kvadratkilometer och strandlinjen är 8,29 kilometer lång. Sjön  ingår i Kemi älvs huvudavrinningsområde. 
I övrigt finns följande vid Saukko:
- Pikku-Kaarni (en sjö)